# Jean Piaget
(J. Piaget, L'epistemologia genetica, Bari, Laterza, 1971, p. 43)
Jean Piaget (Neuchâtel, 9 agosto 1896 – Ginevra, 16 settembre 1980) è stato uno psicologo, biologo, pedagogista e filosofo svizzero.
Considerato il fondatore dell'epistemologia genetica, ovvero dello studio sperimentale delle strutture e dei processi cognitivi legati alla costruzione della conoscenza nel corso dello sviluppo, diede contributi notevoli alla psicologia dello sviluppo.

## Biografia

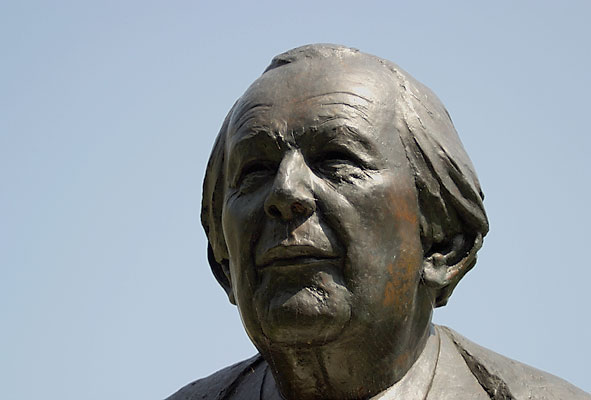
Statua rappresentante Jean Piaget

Jean Piaget era il figlio maggiore di Arthur Piaget, docente universitario, e di Rebecca Jackson. All'età di 11 anni, mentre frequentava la scuola Latina, scrisse un breve trattato su un passero albino: ed è considerato l'inizio di una brillante carriera scientifica che lo portò a pubblicare oltre sessanta libri e diverse centinaia di articoli.
Nella tarda adolescenza sviluppò un forte interesse per i molluschi, tanto da collaborare part-time con il direttore del Museo di Storia Naturale di Neuchâtel. Ancora prima del termine degli studi, i suoi scritti divennero molto noti nell'ambiente dei malacologi, tanto che gli venne offerta la cura della sezione molluschi del museo di storia naturale di Ginevra. Dovette declinare l'invito in quanto ancora studente di scuola secondaria.
Dopo la scuola superiore studiò biologia presso l'Università di Neuchâtel dove ottenne anche il Dottorato. Durante questo periodo pubblicò due scritti filosofici, che lui stesso considerava "scritti giovanili" ma che furono importanti nell'orientamento della sua futura attività.
Dopo un semestre presso l'università di Zurigo, nel corso del quale sviluppò un forte interesse per la psicoanalisi, lasciò la Svizzera e si trasferì in Francia. Trascorse un anno lavorando presso l'École de la Rue de la Grange-aux-Belles, un istituto per ragazzi creato da Alfred Binet. Qui Piaget, dopo un inizio non entusiastico, effettuò una serie di interviste finalizzate alla standardizzazione dei test di Binet, e rimase progressivamente affascinato dai processi di pensiero che parevano guidare le risposte; decise di rimanere, e nei due anni successivi compì i suoi primi studi sperimentali sull'età evolutiva.
Nel 1921 divenne direttore dell'Istituto Jean-Jacques Rousseau di Ginevra, presso il quale iniziò le sue ricerche sugli schemi mentali dei bambini in età scolare. Nel 1923 sposò Valentine Châtenay; la coppia ebbe tre figli, Jacqueline, Lucienne e Laurent il cui sviluppo intellettuale e linguistico furono oggetto di studio da parte di Piaget. Successivamente e spesso contemporaneamente fu titolare di diverse cattedre: psicologia, sociologia e storia delle scienze a Neuchâtel dal 1925 al 1929; storia del pensiero scientifico a Ginevra dal 1929 al 1939; psicologia e sociologia a Losanna dal 1938.
Dopo la seconda guerra mondiale divenne presidente della Commissione Svizzera dell'UNESCO. Diresse il Bureau International d'Education (Ufficio Internazionale dell'Educazione) dal 1929 al 1967, e nel 1955 fondò e diresse fino alla sua morte il Centre International d'Epistémologie Génétique (Centro internazionale di epistemologia genetica). Fondò la School of sciences presso l'Università di Ginevra. Nel 1976 ottenne il premio E. L. Thorndike dall'American Psychological Association per i suoi lavori in materia di psicologia dell'educazione e nel 1979 vinse il Premio Balzan per le scienze sociali e politiche.
È sepolto a Ginevra nel cimitero di Plainpalais. L'università di Capo Verde è a lui intitolata.

## La teoria di Piaget sullo sviluppo cognitivo: epistemologia genetica
Piaget dimostrò innanzitutto l'esistenza di una differenza qualitativa tra le modalità di pensiero del bambino e quelle dell'adulto e, successivamente, che il concetto di capacità cognitiva, e quindi di intelligenza, è strettamente legato alla capacità di adattamento all'ambiente sociale e fisico. Ciò che spinge la persona a formare strutture mentali sempre più complesse e organizzate lungo lo sviluppo cognitivo è il fattore d'equilibrio, che è «una proprietà intrinseca e costitutiva della vita organica e mentale». Lo sviluppo ha quindi un'origine individuale, e fattori esterni come l'ambiente e le interazioni sociali possono favorire o no lo sviluppo, ma non ne sono la causa (al contrario, ad esempio, di ciò che pensava Vygotskij).

### Assimilazione e accomodamento
Piaget sostiene che i due processi caratterizzanti l'adattamento siano l'assimilazione e l'accomodamento, che si avvicendano durante l'intero sviluppo. L'assimilazione e l'accomodamento accompagnano tutto il percorso cognitivo della persona, flessibile e plastico in gioventù, più rigido con l'avanzare dell'età ("tesi amatiana"). Assimilazione e accomodamento vengono definiti da Piaget come invarianti funzionali, in quanto processi costantemente presenti, indipendentemente dalla fase di sviluppo.
L'assimilazione consiste nell'incorporazione di un evento o di un oggetto in uno schema comportamentale o cognitivo già acquisito. In pratica il bambino utilizza un oggetto per effettuare un'attività che fa già parte del suo repertorio motorio o decodifica un evento in base a elementi che gli sono già noti (per esempio il riflesso di prensione palmare porta il neonato a stringere nella mano oggetti nuovi).
L'accomodamento consiste nella modifica della struttura cognitiva o dello schema comportamentale per accogliere nuovi oggetti o eventi che fino a quel momento erano ignoti (nel caso del bambino precedente, se l'oggetto è difficile da afferrare dovrà per esempio modificare la modalità di presa).
I due processi si alternano alla costante ricerca di un equilibrio fluttuante (omeostasi) ovvero di una forma di controllo del mondo esterno. Quando una nuova informazione non risulta immediatamente interpretabile in base agli schemi esistenti il soggetto entra in uno stato di disequilibrio e cerca di trovare un nuovo equilibrio cognitivo modificando i suoi schemi cognitivi incorporandovi le nuove conoscenze acquisite. La forma più evoluta di equilibrio cognitivo è quella che usa i sistemi logico-matematici.

## I quattro stadi dello sviluppo cognitivo
Nei suoi studi sull'età evolutiva, Piaget notò che vi erano momenti dello sviluppo nei quali prevaleva l'assimilazione, momenti nei quali prevaleva l'accomodamento e momenti di relativo equilibrio. Ancor più, individuò delle differenze sostanziali nel modo con il quale, nelle sue diverse età, l'individuo si accosta alla realtà esterna e ai problemi di adattamento che essa pone. Sviluppò così una articolazione degli stadi dello sviluppo cognitivo, individuando quattro periodi fondamentali, comuni a tutti gli individui, che si susseguono sempre nello stesso ordine.

### Stadio senso-motorio
Dalla nascita ai 2 anni circa. Come suggerisce il nome, il bambino utilizza i sensi e le abilità motorie per esplorare e relazionarsi con ciò che lo circonda, evolvendo gradualmente dal sottostadio dei meri riflessi e dell'egocentrismo radicale (l'ambiente esterno e il proprio corpo non sono compresi come entità diverse) a quello dell'inizio della rappresentazione dell'oggetto e della simbolizzazione, passando attraverso periodi intermedi di utilizzazione di schemi di azione via via più complessi.
(Jean Piaget)

#### L'intenzionalità

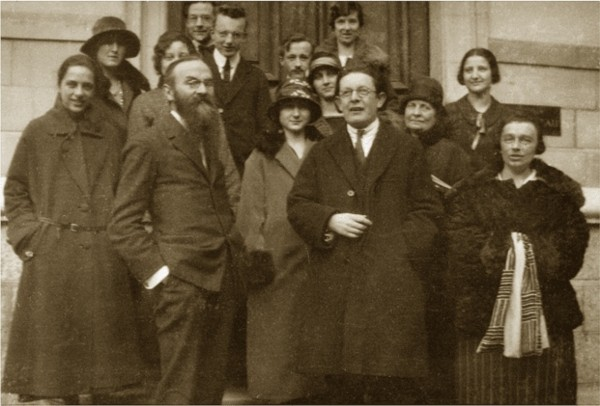
Foto di gruppo della Jean Piaget Foundation, scattata davanti al Rousseau Institute. Piaget è situato in prima fila a destra, e al suo fianco c'è Pierre Bovet

Per Piaget si ha intenzionalità quando il lattante comincia a differenziare il proprio corpo dagli oggetti esterni e agisce sulla realtà esterna in vista di uno scopo.
Dagli 0 ai 2 anni il bambino acquisisce il senso della permanenza dell'oggetto.
- Reazioni riflesse (primo mese): il bambino agisce attraverso schemi senso-motori rigidi innati.
- Reazioni circolari primarie (o stadio dei primi adattamenti acquisiti): tra il secondo e il quarto mese di vita il bambino sviluppa le reazioni circolari primarie ovvero la ripetizione di un'azione casuale per ritrovarne gli effetti gradevoli. Il centro d'interesse per le azioni è il proprio corpo. L'esempio è la suzione del dito, trovandola piacevole il bambino la ripete per lunghi periodi.
- Reazioni circolari secondarie (o stadio del comportamento intenzionale): tra il quarto mese e l'ottavo mese il bambino orienta i suoi comportamenti verso l'ambiente esterno cercando di afferrare e muovere gli oggetti e osserva i risultati delle sue azioni (schemi di azione secondari). Agitando un sonaglio provoca dei rumori piacevoli e cerca di ripetere l'azione per riprodurre il suono, prolungando il piacere ricevutone. Anche in questo caso le azioni vengono scoperte casualmente. Una conquista importante di questo sottostadio è la coordinazione della visione con la prensione.
- Reazioni circolari differite (o stadio dell'attiva ricerca dell'oggetto): tra gli 8 e i 12 mesi si forma nella memoria l'esperienza senso-motoria, il bambino impara dalle sue azioni e quindi è in grado di anticiparne il risultato. Per esempio riprende un'azione su un oggetto dopo averla interrotta. È ancora presente l'Errore A non B. In questo stadio il bambino inizia a comprendere la permanenza degli oggetti: negli stadi precedenti, se l'oggetto scompare dalla vista questo "non esiste", mentre adesso il bambino ricerca l'oggetto, sebbene non riesca ancora a ricostruire uno spostamento reso invisibile. In questo stadio compare l'intelligenza sensomotoria, con la differenziazione tra mezzi e fini: uno schema motorio già acquisito (es. prendere un oggetto) può essere usato come mezzo per raggiungere un fine (es. spostare l'oggetto preso per raggiungere un altro oggetto che si trovava dietro di esso).
- Reazioni circolari terziarie (o stadio del procedimento per prove ed errori): dai 12 ai 18 mesi. Consistono nello stesso meccanismo descritto in precedenza ma effettuato con variazioni, nasce l'interesse per la novità. Ad esempio afferrare e battere un oggetto contro superfici diverse. È lo stadio della sperimentazione continua.
- Dai 18 ai 24 mesi (stadio della rappresentazione cognitiva): il bambino sviluppa la capacità di immaginare gli effetti delle azioni che sta eseguendo, non agisce più per osservare l'effetto, ma combina mentalmente schemi senso-motori per poi agire ed ottenere l'effetto voluto, esegue e descrive azioni differite o oggetti non presenti nel suo campo percettivo ed esegue sequenze di azioni come per esempio appoggiare un oggetto per aprire la porta; si manifesta una prima forma di imitazione differita, cioè il bambino imita comportamenti visti in precedenza (negli stadi precedenti vi era solo imitazione immediata di gesti semplici ed il pensiero rappresentativo rende possibile l'imitazione differita, cioè l'imitazione di azioni a distanza di tempo), cominciano inoltre i primi giochi simbolici, il "fare finta di ...". Il bambino apprende il concetto di "permanenza dell'oggetto", ovvero la capacità di comprendere che gli oggetti esterni che formano il mondo, sono entità esistenti, a prescindere dalla sua consapevolezza di essi (Il pensiero rappresentativo permette al bambino di tenere conto degli spostamenti invisibili degli oggetti).

### Stadio pre-operatorio
Dai 2 ai 6-7 anni. In questo stadio il bambino è in grado di usare i simboli. Un simbolo è un'entità che ne rappresenta un'altra. Un esempio è il gioco creativo nel quale il bimbo usa, per esempio, una scatola per rappresentare un tavolo, dei pezzetti di carta per rappresentare i piatti ecc.
Il gioco in questo stadio è appunto caratterizzato dalla decontestualizzazione (il coinvolgimento di altre persone o simulacri), dalla sostituzione di oggetti per rappresentarne altri e dalla crescente integrazione simbolica. Anche l'imitazione differita rivela la capacità di usare i simboli, come pure il linguaggio verbale usato per riferirsi a esperienze passate, anticipazioni sul futuro o persone e oggetti non presenti sul momento.
Superato l'egocentrismo radicale del periodo sensomotorio, in questo stadio permane però un egocentrismo intellettuale, ovvero il punto di vista delle altre persone non è differenziato dal proprio, il bambino cioè si rappresenta le cose solo dal proprio punto di vista. Per cui ad esempio spiegherà che "l'erba cresce così, quando io cado, non mi faccio male". Crede che tutti la pensino come lui e che capiscano i suoi pensieri; tipicamente se racconta una storia lo farà in modo che un ascoltatore che non conosce la storia non capirà nulla. Un famoso esperimento per verificare l'egocentrismo percettivo è l'«esperimento delle tre montagne», in cui si presenta al bambino un modellino con tre montagne e gli si chiede come queste montagne vengano viste dalla bambola posta in un punto di osservazione diverso dal suo; tipicamente il bambino dirà che la scena vista dalla bambola è uguale a come la vede lui.
Il ragionamento in questo stadio non è né deduttivo né induttivo, ma trasduttivo o precausale, dal particolare al particolare, cioè due eventi sono considerati legati da un rapporto di causa-effetto se avvengono nello stesso tempo. Ciò si traduce in una modalità di comunicazione piena di "libere associazioni", senza alcuna connessione logica, in cui il ragionamento si sposta da un'idea all'altra rendendo pressoché impossibile una ricostruzione attendibile di eventi.

### Stadio operatorio-concreto
Dai 6/7 agli 11 anni. Il termine operazioni si riferisce a operazioni logiche o principi utilizzati nella soluzione di problemi. Il bambino in questo stadio non solo utilizza i simboli ma è in grado di manipolarli in modo logico. Un'importante conquista di questo periodo è l'acquisizione del concetto di reversibilità, cioè che gli effetti di un'operazione possono essere annullati da un'operazione inversa.
Fra 2 e 5 anni, il bambino non classifica gli oggetti secondo una proprietà ma li distribuisce a seconda della vicinanza spaziale. A 5-6 anni inizia a raggrupparli secondo una caratteristica.
Prima del salto operatorio il bambino non è in grado di distribuire in serie più di 2 oggetti, ma questa non è un'incapacità come sostiene Piaget, quanto piuttosto un limite della memoria a breve termine.
Intorno ai 6/7 anni, il bambino acquisisce la capacità di conservazione delle quantità numeriche, delle lunghezze e dei volumi liquidi. Per conservazione si intende la capacità di comprendere che la quantità rimane tale anche a fronte di variazioni di forma. Il bambino nello stadio pre-operatorio, per esempio, è convinto che la quantità di liquido contenuto in un contenitore alto e stretto è maggiore di quella contenuta in un contenitore basso e largo (ma dotato dello stesso volume) e a nulla varranno dimostrazioni e travasi. Un bambino nello stadio delle operazioni concrete è invece in grado di coordinare la percezione del cambio di forma con il giudizio ragionato che la quantità di liquido spostato è la stessa, di "conservare" quindi il volume liquido.
Intorno ai 7/8 anni, il bambino sviluppa la capacità di conservare i materiali. Prendendo una palla di creta e manipolandola per trasformarla in tante palline il bambino è conscio del fatto che riunendo le palline la quantità sarà invariata. Questa capacità prende il nome di reversibilità.
Intorno ai 9/10 anni, è raggiunto anche l'ultimo passo della conservazione, la conservazione della superficie. Messo di fronte a dei quadrati di cartoncino si rende conto che occupano la stessa superficie sia che siano messi tutti vicini sia che siano sparsi.

### Stadio operatorio-formale
Il bambino che si trova nello stadio delle operazioni concrete ha delle difficoltà ad applicare le sue competenze a situazioni astratte, cioè non presenti nella sua esperienza. Se un adulto gli dice: "Non prendere in giro Giulio perché è grasso, cosa diresti se lo facessero a te?" la sua risposta sarebbe "Io non sono grasso e perciò nessuno mi può prendere in giro". Calarsi in una realtà diversa dalla sua è un'operazione troppo astratta.
A partire dai 12 anni il bambino riesce a formulare pensieri astratti: si tratta del cosiddetto pensiero 'ipotetico-deduttivo', grazie al quale il bambino può riferirsi mentalmente ad oggetti non presenti nella sua esperienza, ma soltanto ipotetici, e ricavare da essi tutte le possibili conseguenze logiche. Il soggetto è ora in possesso degli stessi schemi di pensiero dell'adulto ed in particolare dello scienziato, che per Piaget rappresenta il punto terminale dello sviluppo cognitivo umano.

## Le idee dei bambini
Piaget ha tratto delle conclusioni a proposito di ciò che pensano i bambini. A 4 anni essi cominciano a porsi domande sull'origine delle cose. A 5/6 anni vi è una tendenza all'animismo, a 8 pensano che siano stati degli esseri antropomorfi a creare il mondo (artificialismo). A 11-12 anni i bambini definiscono esseri viventi solo piante ed animali. Il bambino è un costruttore di teorie, fa delle generalizzazioni ed applica dei copioni e ama fare narrazioni.
Appena nati i bambini riescono a riconoscere i propri simili. A 2 anni compare il desiderio, a 4 la credenza, la capacità di elaborare spiegazioni complesse dei comportamenti degli altri. A 4 anni i bambini non sono in grado di dire bugie complesse ed intenzionali, a 5 sì. Una delle grandi critiche volte a Piaget è stata quella di pensare che ci fosse una correlazione tra ciò che raccontavano i bambini e le loro strutture cognitive.

## Edizioni italiane delle opere di Piaget
- Il diritto all'educazione nel mondo attuale, Milano, Edizioni di Comunità, 1951.
- Psicologia dell'intelligenza, Firenze, Editrice Universitaria, 1952.
- Il linguaggio e il pensiero del fanciullo, Firenze, Editrice Universitaria, 1955.
- La rappresentazione del mondo nel fanciullo, trad. di Maria Villaroel, con prefazione di Cesare Musatti, Torino, Edizioni scientifiche Einaudi, 1955; Torino, Boringhieri, 1966.
- Giudizio e ragionamento nel bambino, Firenze, La Nuova Italia, 1958.
- Lo sviluppo mentale del bambino e altri studi di psicologia, Torino, Einaudi, 1967.
- Avviamento al calcolo (con Berthe Boscher e Albert Châtelet), Firenze, La Nuova Italia, 1967.
- L'insegnamento della matematica (con Jean Dieudonné, André Lichnerowicz, Gustave Choquet e Caleb Gattegno), Firenze, La Nuova Italia, 1967.
- La nascita dell'intelligenza nel fanciullo, Firenze, Giunti-Barbera universitaria, 1968.
- La genesi del numero nel bambino (con Alina Szeminska), Firenze, La Nuova Italia, 1968.
- Lo strutturalismo, Milano, Il Saggiatore, 1968.
- Saggezza e illusioni della filosofia (Caratteri e limiti del conoscere filosofico), Torino, Einaudi, 1969.
- Logica e psicologia, Firenze, La Nuova Italia, 1969.
- Dal bambino all'adolescente. La costruzione del pensiero, Firenze, La Nuova Italia, 1969.
- La psicologia del bambino (con Bärbel Inhelder), Torino, Einaudi, 1970.
- Psicologia e pedagogia, Torino, Loescher, 1970.
- Psicopedagogia e mentalità infantile, Firenze, Le Monnier, 1970.
- Dalla logica del fanciullo alla logica dell'adolescente (con Bärbel Inhelder), Firenze, Giunti-Barbera, 1971.
- Psicologia ed epistemologia. Per una teoria della conoscenza, Torino, Loescher, 1971.
- Lo sviluppo delle quantità fisiche nel bambino. Conservazione e atomismo (con Bärbel Inhelder), Firenze, La Nuova Italia, 1971.
- L'epistemologia genetica, Bari, Laterza, 1971.
- Conferenze sulla epistemologia genetica, Roma, Armando, 1972.
- Il giudizio morale nel fanciullo, Firenze, Giunti-Barbera, 1972.
- La formazione del simbolo nel bambino. Imitazione, gioco e sogno. Immagine e rappresentazione, Firenze, La Nuova Italia, 1972.
- La costruzione del reale nel bambino, Firenze, La Nuova Italia, 1973.
- Esperienza e teoria della causalità, Roma-Bari, Laterza, 1973.
- Le scienze dell'uomo, Roma-Bari, Laterza, 1973.
- Problemi di psicologia genetica. Il bambino e la realtà, Torino, Loescher, 1973.
- Dove va l'educazione, Roma, Armando, 1974.
- L'immagine mentale nel bambino (con Bärbel Inhelder), con la collaborazione di M. Bovet, A. Etienne, F. Frank, E. Schmid, S. Taponier, T. Vinh-Bang, Firenze, La Nuova Italia, 1974.
- Le nozioni di movimento e velocità nel bambino, Roma, Newton Compton, 1975.
- La genesi dell'idea di fortuito nel bambino (con Bärbel Inhelder), Roma, Newton Compton, 1976.
- La rappresentazione dello spazio nel bambino (con Bärbel Inhelder), Firenze, Giunti-Barbera, 1976.
- La geometria spontanea del bambino (con Bärbel Inhelder e Alina Szemiska), Firenze, Giunti-Barbera, 1976.
- La genesi delle strutture logiche elementari. Classificazione e seriazione (con Bärbel Inhelder), Firenze, La Nuova Italia, 1977.
- Adattamento vitale e psicologia dell'intelligenza. Selezione organica e fenocopia, Firenze, OS Giunti, 1977.
- Lo sviluppo della nozione di tempo nel bambino, Firenze, La Nuova Italia, 1979.
- Introduzione all'epistemologia genetica:

I, Il pensiero matematico, Milano, Emme, 1982.
II, Il pensiero fisico, Milano, Emme, 1984.
- Il comportamento, motore dell'evoluzione, Milano, Mimesis, 2015.

## Critiche
Se da un lato la teoria di Piaget ha ampliato la nostra conoscenza riguardo allo sviluppo infantile e contribuito allo sviluppo di nuove pratiche educative, dall'altro è stata aspramente criticata per due aspetti. Il primo riguarda l'eccessivo pessimismo di Piaget in riferimento allo sviluppo di determinate capacità nel bambino; altri ricercatori infatti, prendendo in considerazione, ad esempio, l'acquisizione della permanenza dell'oggetto e del principio di conservazione, hanno dimostrato come attraverso la somministrazione di compiti più significativi, queste capacità venivano acquisite molto prima dal bambino rispetto a quanto avesse invece individuato Piaget. La scoperta della permanenza dell’oggetto avviene nello stadio senso-motorio quindi non prima della fine del primo anno di vita. Piaget dimostrò questa sua idea sottoponendo i bambini al test dell’oggetto nascosto, che consisteva nel mostrare loro un giocattolo che poi nascondeva alla loro vista coprendolo con una coperta. I bambini più piccoli dimenticavano immediatamente l’esistenza dell’oggetto e volgevano la loro attenzione altrove, mentre i bambini più grandi cercavano di raggiungere il giocattolo anche se era nascosto sotto la coperta. La continua ricerca del giocattolo da parte dei bambini dimostrò che era rimasto nella loro mente. 
Un altro ricercatore, Gordon H. Bower, usando tecniche diverse, ha riscontrato che bambini molto più piccoli sono già in grado di acquisire la permanenza dell’oggetto. Egli ha mostrato a bambini di tre mesi un giocattolo che poi ha nascosto con uno schermo. Nel primo caso quando lo schermo veniva rimosso il giocattolo era scomparso, nel secondo caso ricompariva dopo aver rimosso lo schermo. Misurando il battito cardiaco dei bambini, Bower dimostrò che il ritmo cardiaco variava più sensibilmente quando il giocattolo scompariva, rispetto a quando ricompariva. In questo caso è stato possibile rilevare la permanenza dell’oggetto anche in bambini molto piccoli grazie all’uso di un compito basato sulla ricerca visiva e non manuale. Caso analogo è quello relativo alla conservazione che, secondo Piaget, viene acquisita dal bambino nello stadio operatorio concreto e dimostrò ciò con l’esperimento della conservazione del numero. Ai bambini vengono mostrate due file contenenti lo stesso numero di bottoni. Successivamente, i bottoni di una fila vengono ravvicinati dallo sperimentatore sotto gli occhi dei bambini rendendola più corta. A questo punto i bambini di età inferiore a sei anni affermarono che il numero dei bottoni era diminuito rispetto all’altra fila, dimostrando così l’incapacità di conservare. Lo stesso esperimento è stato ripetuto da altri ricercatori di nome McGarigle e Donaldson, introducendo però un “orsetto birichino” che per sbaglio sparpaglia i bottoni di una fila rendendola così più corta. Grazie all’introduzione dell’orsetto birichino anche i bambini più piccoli hanno dimostrato la capacità di conservare perché non credono che abbia avuto luogo un cambiamento reale. Da questi esempi citati appare evidente come Piaget non abbia mai preso in considerazione alcuni importanti fattori come l'ambiente sociale, le procedure impiegate e il tipo di misurazioni utilizzate, che possono influenzare i risultati dei bambini in un test sperimentale.
Il secondo aspetto oggetto di critica, è la natura graduale o a stadi dello sviluppo cognitivo: negli ultimi anni gli psicologi sono giunti alla conclusione che lo sviluppo cognitivo non avviene in modo così improvviso e indiscriminato come affermava la teoria piagetiana, bensì in modo continuo e irregolare presupponendo un modello più complesso e articolato.
Le teorie di Piaget hanno ricevuto alcune critiche da Vygotskij alle quali rispose in un scritto pubblicato postumo.